# Ruitsch
Ruitsch ist ein Stadtteil von Polch im Landkreis Mayen-Koblenz (Rheinland-Pfalz). Es leben dort etwa 520 Menschen, die Einwohnerzahl steigt seit Jahren konstant.

## Geographie
Ruitsch liegt in der Eifel etwa 17 km westlich von Koblenz in unmittelbarer Nähe zur A 48. Der Ort liegt an der Nette. Der Stadtteil Ruitsch liegt 4,2 Kilometer von Polch entfernt und ist durch die Autobahn von der Stadt getrennt. Zu erreichen ist Ruitsch durch einen Tunnel. Ruitsch wird im Osten von der A 48 und im Südwesten von der Nette begrenzt.
Im Jahre 1336 wurde Rötz (später auch Reutz oder Rötsch genannte) erstmals urkundlich erwähnt. Das heutige Ortsbild ist geprägt von alten Bruchsteinbauten. Die Ruitscher Mühle am Ufer der Nette ist heute das Bundeszentrum des Tomburger Ritterbundes.

## Politik
Der Stadtteil Ruitsch ist gemäß Hauptsatzung der einzige Ortsbezirk der Stadt Polch und wird von einem Ortsbeirat sowie einem Ortsvorsteher politisch vertreten.
Der Ortsbeirat in Ruitsch besteht aus sechs Mitgliedern, die bei der Kommunalwahl am 9. Juni 2024 in einer Mehrheitswahl gewählt wurden, und dem ehrenamtlichen Ortsvorsteher als Vorsitzendem.
Günter Martin ist Ortsvorsteher von Ruitsch. Bei der Direktwahl am 26. Mai 2019 wurde er mit einem Stimmenanteil von 77,21 % gewählt. Bei der Direktwahl am 9. Juni 2024 wurde Martin als einziger Bewerber mit 70,54 % für weitere fünf Jahre in seinem Amt bestätigt.

## Sehenswürdigkeiten
Hervorzuheben ist die kleine Kapelle im Zentrum des Dorfes, welche im Jahre 1830 auf dem Fundament ihrer Vorgängerin gebaut wurde. Sie beherbergt eine Reliquie, einen der Kreuzpartikel, was in einer Schenkungsurkunde aus dem Jahre 1761 bescheinigt wird.